# Rationalitätenfalle
Mit Rationalitätenfalle bezeichnet man das Auseinanderfallen zwischen dem, was für das einzelne Individuum rational, vernünftig ist (individuelle Rationalität), und dem, was für die Gesamtheit der Individuen vernünftig ist (kollektive Rationalität). Voraussetzung für eine Rationalitätenfalle ist, dass zwischen Individuen (die Individuen können dabei z. B. Personen, Familien, Unternehmen, Staaten sein), die nicht gemeinsam, sondern individuell handeln, Konkurrenz besteht.
Dieser Zustand kann gezielt herbeigeführt werden, wenn etwa die Polizei die Angehörigen einer kriminellen Vereinigung getrennt voneinander einsperrt und verhört. Die Polizei versucht so, für die Gefangenen ein Gefangenendilemma zu schaffen.
Die Rationalitätenfalle ist eins von vielen Verstehensmodellen aus der Kybernetik. Man betrachtet mit diesen Verstehensmodellen das Zusammenwirken mehrerer Teilnehmer in dynamischen Systemen.

## Beispiele
Hier einige Beispiele:  
WettrüstenDer einzelne Staat erzielt einen Vorteil gegenüber konkurrierenden Staaten, indem er Ressourcen aufwendet und aufrüstet. Verfolgen aber alle Staaten diese Strategie, dann verursacht dies für alle Staaten Kosten, parallel heben sich die Vorteile höherer Rüstung jedoch gegenseitig auf.
Brand im KinoAus Sicht des einzelnen Individuums ist es rational, sich möglichst rasch in Richtung Ausgang zu bewegen. Machen dies alle, dann kommt es gerade deshalb zu einer Verstopfung der Ausgänge.
SchuldenAus der Perspektive des Einzelnen ist es rational, bei einer drohenden Wirtschaftskrise keine Schulden zu machen und stattdessen Geld anzusparen. Durch dieses prozyklische Verhalten wird jedoch die Krise verstärkt oder überhaupt erst ausgelöst.
In der Regel entstammen die Beispiele dem gesellschaftlichen Leben. Es gibt aber auch Beispiele aus der Evolution. So können Merkmale wie intensive Farben oder ein großes Geweih den Fortpflanzungserfolg eines Individuums relativ zu anderen Individuen derselben Art verbessern, aber gleichzeitig Nachteile wie hohe Sichtbarkeit für Fressfeinde oder geringere Beweglichkeit mit sich bringen. Überwiegen auf individueller Ebene die Vorteile, so werden diese Merkmale durch die Selektion verstärkt, obwohl sie für die Art insgesamt nachteilig sind, da die relativen Vorteile der Individuen keinen Vorteil für die Art bieten. Um diesem Effekt entgegenzuwirken, erscheinen viele geschlechtsspezifische Merkmale wie der auffällige rote Kropfsack bei Fregattvögeln oder die Rotfärbung der Lachse nur zur Paarungszeit.
Eine weitere Rationalitätenfalle zeigt sich im Braess-Paradoxon.
Mit der Rationalitätenfalle verwandt ist auch die Tragik der Allmende: Demnach beuten Individuen begrenzte Ressourcen nicht nachhaltig, sondern im Sinne ihrer aktuellen Interessen aus, was auf Kosten der Allgemeinheit und der zukünftigen Nutzer geht.